# Joe James
Joe James (n. 23 mai 1925 – d. 5 noiembrie 1952) a fost un pilot de curse auto american care a evoluat în Campionatul Mondial de Formula 1 între anii 1951 și 1952.